# Los Polvorines
Los Polvorines es una ciudad del partido de Malvinas Argentinas, provincia de Buenos Aires, Argentina, en el centro-norte del Gran Buenos Aires, en el conurbano bonaerense, a 33 km de la capital de la República.

## Toponimia
Por decreto N° 4520, el Poder Ejecutivo Nacional dispuso, el 17 de diciembre de 1908, la ubicación de la "Estación de Ferrocarril Los Polvorines", cuyo nombre derivaba del "Polvorín Sargento Cabral", que el Ejército Argentino estableció en sus cercanías.

## Transporte
La ciudad cuenta con una estación ferroviaria, Los Polvorines, perteneciente al Ferrocarril Belgrano. La misma permite llegar a la ciudad de Buenos Aires y al partido de Pilar.

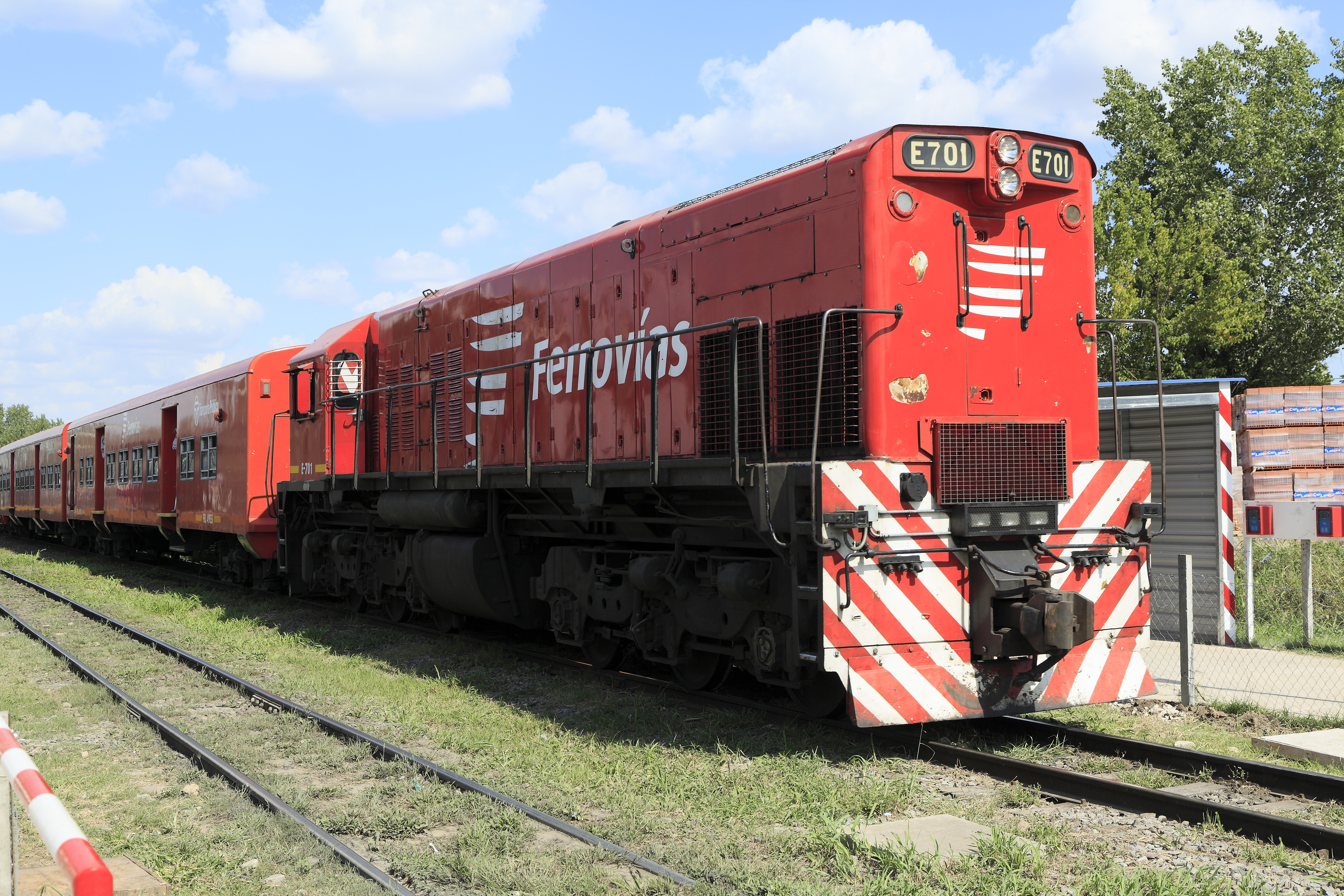
Ferrocarril Belgrano Norte

## Deportes
Los Polvorines también cuenta con un estadio llamado Estadio Malvinas Argentinas que pertenece al Club Atlético San Miguel, aunque en realidad el club es original de la Ciudad de San Miguel y tiene su sede social en la misma localidad.
Con capacidad para 6.800 espectadores, inaugurado en 1978 con un partido amistoso ante Deportivo Italiano a quién venció por penales. El partido más importante disputado allí fue en septiembre de 1985 cuando por el torneo de primera B recibió a Rosario Central por 2 a 1 con goles de Belloni y Román; Scalise convirtió para los rosarinos. A raíz de esta resonante victoria, los periodistas Juan Carlutti y Gastón Rissiardi bautizaron al equipo como El Trueno Verde en una revista del ascenso. Ese mismo año derrotó a Racing en Avellaneda por 2 a 1 con conquistas de Sánchez y Putero; Gustavo Costas el gol académico.

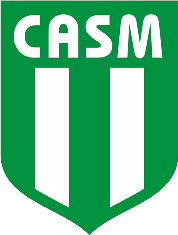
Escudo del Club Atlético San Miguel (CASM)

También posee una sede de la Sociedad Alemana de Gimnasia (SAG), donde se practican deportes como hockey y balonmano.
Entre los periodistas deportivos, los más destacados son Teodoro Giménez, Carlos Ponce, Juan Carlutti, Carlos Pogonza, Hugo Luna, Alberto Quinteros, Mario Maidana, Daniel Greschel, Daniel Olguín, Ariel López y Matías Luz.
Cuando el Partido de General Sarmiento se divide en San Miguel, José C. Paz y Malvinas Argentinas, en este último distrito se conforma el Círculo de Periodistas Deportivos siendo nombrado Presidente por unanimidad Juan Carlutti.

## Atractivos
Entre las principales atracciones de Los Polvorines, esta el Predio Municipal, ubicado en Baroni y las vías del tren Belgrano Norte. En donde ocurren los eventos más importantes del partido.

## Cultos
Parroquias de la Iglesia Católica
| Diócesis   | San Miguel en Argentina                                                                       |
| ---------- | --------------------------------------------------------------------------------------------- |
| Parroquias | Inmaculado Corazón de María, Nuestra Señora del Rosario, María Auxiliadora, San Pablo Apóstol |

Además, dentro de la localidad hay una amplia presencia de iglesias evangélicas y de tradición protestante, sumado a otros cultos minoritarios como la umbanda africana.

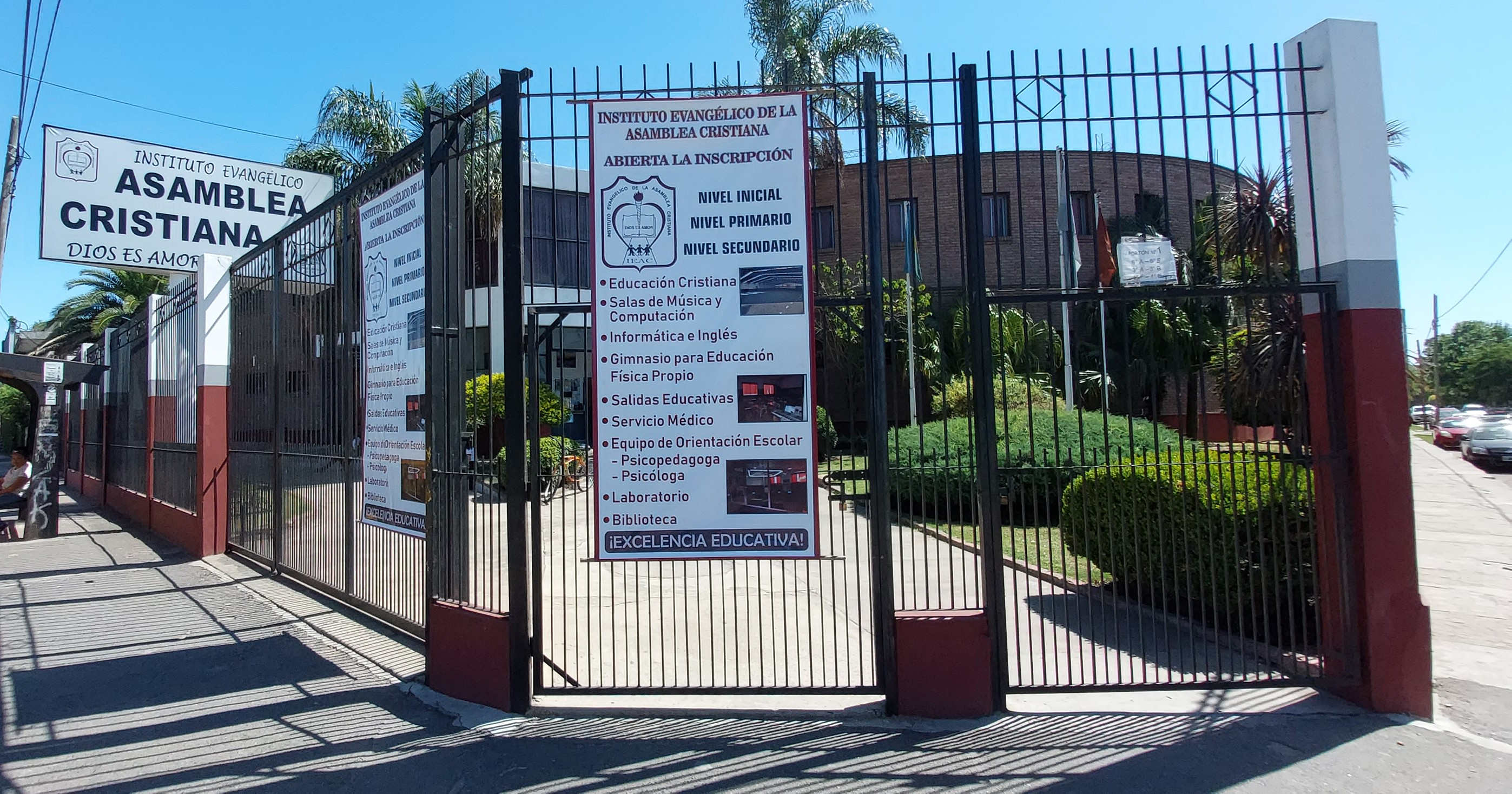
Escuela perteneciente a la Iglesia Evangélica Asamblea Cristiana Dios es Amor